# 村山智彦
村山 智彦（むらやま ともひこ、1987年8月22日 - ）は、千葉県出身のサッカー選手。ポジションはGK。

## 来歴
2010年にSAGAWA SHIGA FCに加入。2011年に当時正GKだった森田耕一郎からポジションを奪い、SAGAWA SHIGA FCの2年ぶりのJFL優勝に貢献。その年のJFLベスト11に選ばれた。しかし同クラブは2012年に活動停止となる。
2013年よりJ2・松本山雅FCに完全移籍した。野澤洋輔と白井裕人の後塵を拝していたが、白井が第34節ガンバ大阪戦で負傷したため途中出場すると、そのままポジションを掴んだ。第40節山形戦ではJリーグの公式戦では5人目のGKによるゴールを記録した。松本所属のGKとしては北信越リーグ時代の2006年の大野恭稔以来2人目。
2014年は野澤が昨年から患っていたヘルニアで離脱していたこともあり、引き続きポジションを確保。契約満了が決まった野澤が出場した最終節の水戸ホーリーホック戦を除く41試合に出場し、松本の初のJ1昇格に貢献した。
2015年から背番号が1になった。1stステージ第1節の名古屋グランパス戦、同点で迎えた後半45分に田中マルクス闘莉王が蹴ったPKをセーブし、勝ち点1の獲得に貢献した。しかし、シーズンを通してチームは低迷し1年でJ2降格となった。
2015年12月30日、秋元陽太の後釜としてJ1･湘南ベルマーレに完全移籍。定位置を確保したものの、チームは序盤から低迷し自身2年連続となるJ2降格の憂き目となった。
2017年、2シーズンぶりに松本に完全移籍で復帰。復帰後も当初はレギュラーポジションにあったが2018年になると新加入の守田達弥にその座を奪われてしまった。
J1に昇格した2019年だったが、守田の壁は高く3試合の出場に留まり、チームも1年でのJ2降格となった。
守田の移籍した2020年は定位置を確保したように見えたが、セレッソ大阪から加入した圍謙太朗にポジションを奪われ、ポジション争いはシーズン終了まで続いたためレギュラー定着とはならなかった。続く2021年は開幕スタメンを圍に譲るも、4月中旬でポジションを奪取。しかし再び圍にポジションを奪われると、シーズン終了まで取り返すことは出来ず、16試合の出場に留まった。
2024年シーズン末、契約満了により松本山雅を退団。2025年2月11日、房総ローヴァーズ木更津FCへ完全移籍が発表。併せて房総ローヴァーズ木更津FCアカデミーGKコーチ、提携校の拓殖大学紅陵高等学校GKコーチ兼任が発表された。

## 所属クラブ
- 三井千葉SC
- ジェフユナイテッド市原辰巳台ジュニアユース
- 2003年 - 2005年 市立船橋高等学校
- 2006年 - 2009年 静岡産業大学サッカー部
- 2010年 - 2012年  SAGAWA SHIGA FC
- 2013年 - 2015年  松本山雅FC
- 2016年  湘南ベルマーレ
- 2017年 -2024  松本山雅FC
- 2025年 -   房総ローヴァーズ木更津FC

## 個人成績
| 国内大会個人成績 | 国内大会個人成績 | 国内大会個人成績 | 国内大会個人成績 | 国内大会個人成績 | 国内大会個人成績 | 国内大会個人成績 | 国内大会個人成績 | 国内大会個人成績 | 国内大会個人成績 | 国内大会個人成績 | 国内大会個人成績 |
| 年度             | クラブ           | 背番号           | リーグ           | リーグ戦         | リーグ戦         | リーグ杯         | リーグ杯         | オープン杯       | オープン杯       | 期間通算         | 期間通算         |
| 年度             | クラブ           | 背番号           | リーグ           | 出場             | 得点             | 出場             | 得点             | 出場             | 得点             | 出場             | 得点             |
| 日本             | 日本             | 日本             | 日本             | リーグ戦         | リーグ戦         | リーグ杯         | リーグ杯         | 天皇杯           | 天皇杯           | 期間通算         | 期間通算         |
| ---------------- | ---------------- | ---------------- | ---------------- | ---------------- | ---------------- | ---------------- | ---------------- | ---------------- | ---------------- | ---------------- | ---------------- |
| 2010             | SAGAWA SHIGA     | 1                | JFL              | 3                | 0                | -                | -                | 0                | 0                | 3                | 0                |
| 2011             | SAGAWA SHIGA     | 1                | JFL              | 26               | 0                | -                | -                | 1                | 0                | 27               | 0                |
| 2012             | SAGAWA SHIGA     | 1                | JFL              | 11               | 0                | -                | -                | 0                | 0                | 11               | 0                |
| 2013             | 松本             | 21               | J2               | 10               | 1                | -                | -                | 2                | 0                | 12               | 1                |
| 2014             | 松本             | 21               | J2               | 41               | 0                | -                | -                | 1                | 0                | 42               | 0                |
| 2015             | 松本             | 1                | J1               | 34               | 0                | 2                | 0                | 4                | 0                | 40               | 0                |
| 2016             | 湘南             | 1                | J1               | 27               | 0                | 3                | 0                | 1                | 0                | 31               | 0                |
| 2017             | 松本             | 16               | J2               | 28               | 0                | -                | -                | 2                | 0                | 30               | 0                |
| 2018             | 松本             | 16               | J2               | 3                | 0                | -                | -                | 0                | 0                | 3                | 0                |
| 2019             | 松本             | 16               | J1               | 3                | 0                | 5                | 0                | 1                | 0                | 9                | 0                |
| 2020             | 松本             | 16               | J2               | 27               | 0                | 1                | 0                | -                | -                | 28               | 0                |
| 2021             | 松本             | 16               | J2               | 16               | 0                | -                | -                | 2                | 0                | 18               | 0                |
| 2022             | 松本             | 16               | J3               | 1                | 0                | -                | -                | 2                | 0                | 3                | 0                |
| 2023             | 松本             | 16               | J3               | 23               | 0                | -                | -                | -                | -                | 23               | 0                |
| 通算             | 日本             | 日本             | J1               | 64               | 0                | 10               | 0                | 6                | 0                | 80               | 0                |
| 通算             | 日本             | 日本             | J2               | 125              | 1                | 1                | 0                | 7                | 0                | 133              | 1                |
| 通算             | 日本             | 日本             | J3               | 24               | 0                | -                | -                | 2                | 0                | 26               | 0                |
| 通算             | 日本             | 日本             | JFL              | 40               | 0                | -                | -                | 1                | 0                | 41               | 0                |
| 総通算           | 総通算           | 総通算           | 総通算           | 253              | 1                | 11               | 0                | 16               | 0                | 280              | 1                |

- Jリーグ初出場 - 2013年9月1日 J2 第32節 vsガイナーレ鳥取 (松本)

- Jリーグ初得点 - 2013年11月10日 J2 第40節 vsモンテディオ山形 (松本)

## 選抜歴
- 2006年 東海・北信越大学選抜
- 2009年 東海・北信越大学選抜

## 個人タイトル
- 2005年　全国高校総合体育大会「2005千葉きらめき総体」優秀選手
- 2011年 JFLベストイレブン